# Dean Acheson
Dean Gooderham Acheson (Middletown, 11 april 1893 - Sandy Springs, 12 oktober 1971) was van 1949 tot 1953 minister van Buitenlandse Zaken van de VS.

## Levensloop
Van 1912 tot 1915 studeerde Acheson aan de Yale University en van 1915 tot 1918 aan de Harvard Law School. Voor hij in 1933 door Roosevelt benoemd werd tot staatssecretaris van Financiën werkte Dean Acheson bij een advocatenkantoor in Washington D.C..
Tijdens de Tweede Wereldoorlog werkte hij bij het ministerie van Buitenlandse Zaken. Hij hielp met het vormgeven van de Leen- en Pachtwet waarmee materiële steun kon worden verleend aan het Verenigd Koninkrijk en later ook aan andere landen, zonder het uitgangspunt van de Amerikaanse neutraliteit te schenden. Verder was hij betrokken bij het Amerikaans/Brits/Nederlandse olie-embargo van Japan in 1941. Later in de oorlog nam hij deel aan de Conferentie van Bretton Woods in 1944 als hoofdvertegenwoordiger van Buitenlandse Zaken. Tussen 1945 en 1949 was hij staatssecretaris bij dit ministerie. In deze periode speelde Acheson een beslissende rol bij de voorbereidingen voor het Marshallplan en de Trumandoctrine.
In 1946 waren Acheson en David Lilienthal nauw betrokken bij het Acheson-Lilienthal-rapport. Dit rapport verscheen aan het begin van de Koude Oorlog. In het rapport werd een Atomic Development Authority voorgesteld die de productie van nucleair materiaal van begin tot eind zou controleren. Bernard Baruch werd aangesteld om over het rapport binnen de Verenigde Naties te bespreken. Het uiteindelijke plan werd in december 1946 niet aangenomen omdat de vereiste unanimiteit niet werd behaald.
Op 12 januari 1950 gaf hij een toespraak voor de National Press Club. Hierin maakte hij geen melding van het Koreaanse schiereiland en Taiwan als onderdeel van de verdedigingsperimeter van de Verenigde Staten in oost-Azië. Op 25 juni 1950 brak de Koreaanse oorlog uit. Critici, en met name die in Zuid-Korea, zien deze omissie als een signaal dat de Verenigde Staten niet zouden ingrijpen als Noord-Korea de aanval op Zuid-Korea zou beginnen. Bij het openen van de Sovjetarchieven in de jaren tachtig bleek uit onderzoek echter dat de toespraak van Acheson weinig of geen invloed had op de beslissing voor oorlog in Korea.
Hij was anticommunist, maar toch werd hij na zijn benoeming tot minister van Buitenlandse Zaken aangevallen door rechtse politici omdat hij niet hard genoeg tegen communisten optrad. Zijn grootste tegenstander daarbij was Joseph McCarthy, die in een toespraak in 1950 beweerde dat hij een lijst had van 250 medewerkers van het ministerie van Buitenlandse Zaken die lid zouden zijn van de Communistische Partij van de Verenigde Staten. Enkelen daarvan zouden spioneren voor de Sovjet-Unie. Acheson gaf McCarthy nieuwe aanvalsmogelijkheden toen hij zich in de strijd om generaal Douglas MacArthur aan de kant van Truman opstelde. Toen Truman MacArthur in 1951 uit Korea terugtrok, was Acheson het belangrijkste doelwit voor McCarthy; die verweet hem dat hij het beleid van de president te sterk beïnvloed had. Hij eiste zelfs een afzettingsprocedure tegen Acheson ("in name only because the Acheson group has almost hypnotic powers over him. We must impeach Acheson, the heart of the octopus.")
Toen Harry S. Truman in 1952 besloot zich niet herkiesbaar te stellen voor het presidentschap, werd Adlai E. Stevenson II, een goede vriend van Acheson, gekozen tot Democratische presidentskandidaat. Stevenson kon zich echter zowel in 1952 als in 1956 niet handhaven in de deels vuile campagnes van de Republikeinen, daarom besloot Acheson na de tweede verkiezing van Eisenhower in 1956 om zich uit de politiek terug te trekken.
Op 30 juni 1947 kreeg hij van Truman de Medal for Merit. Hij ontving in 1964 de Presidential Medal of Freedom en in 1970 won hij de Pulitzer prijs in de categorie historie voor het boek Present at the Creation: My Years in the State Department.
Tot zijn dood in 1971 op 78-jarige leeftijd werkte hij weer als advocaat. Ook schreef hij enkele boeken, waaronder Power and Diplomacy (1958), Morning and Noon (1965) en The Korean War (1971).

## Indonesië
Frances Gouda, hoogleraar koloniale en multiculturele geschiedenis, schreef in het tijdschrift 'De nieuwste tijd', dat Acheson bijdroeg aan de onafhankelijkheid van Indonesië. Hij had sympathie voor Soekarno opgevat nadat deze Indonesische nationalistische leider in 1948 de communisten te Madioen met veel geweld liet aanpakken. Nadat Acheson minister van Buitenlandse Zaken werd steunde hj de Indonesische onafhankelijkheidsstrijd. De tweede politionele actie was voor hem aanleiding de druk op de Nederlandse regering op te voeren waardoor deze er op 27 december 1949 ten slotte toe overging de onafhankelijkheid van Indonesië te erkennen.

## Privé
Op 15 mei 1917 huwde hij met Alice Caroline Stanley (1895-1996). Samen kregen ze drie kinderen, David Campion Acheson, Jane Acheson Brown and Mary Eleanor Acheson Bundy.